# Bács vármegye
Bács vármegyét Szent István király hozta létre az államalapítás és a királyi vármegyerendszer megszervezése idején Bácsvár központtal a mai Vajdaság déli részén.
A vármegye Mátyás király uralkodása idején még létezett. 

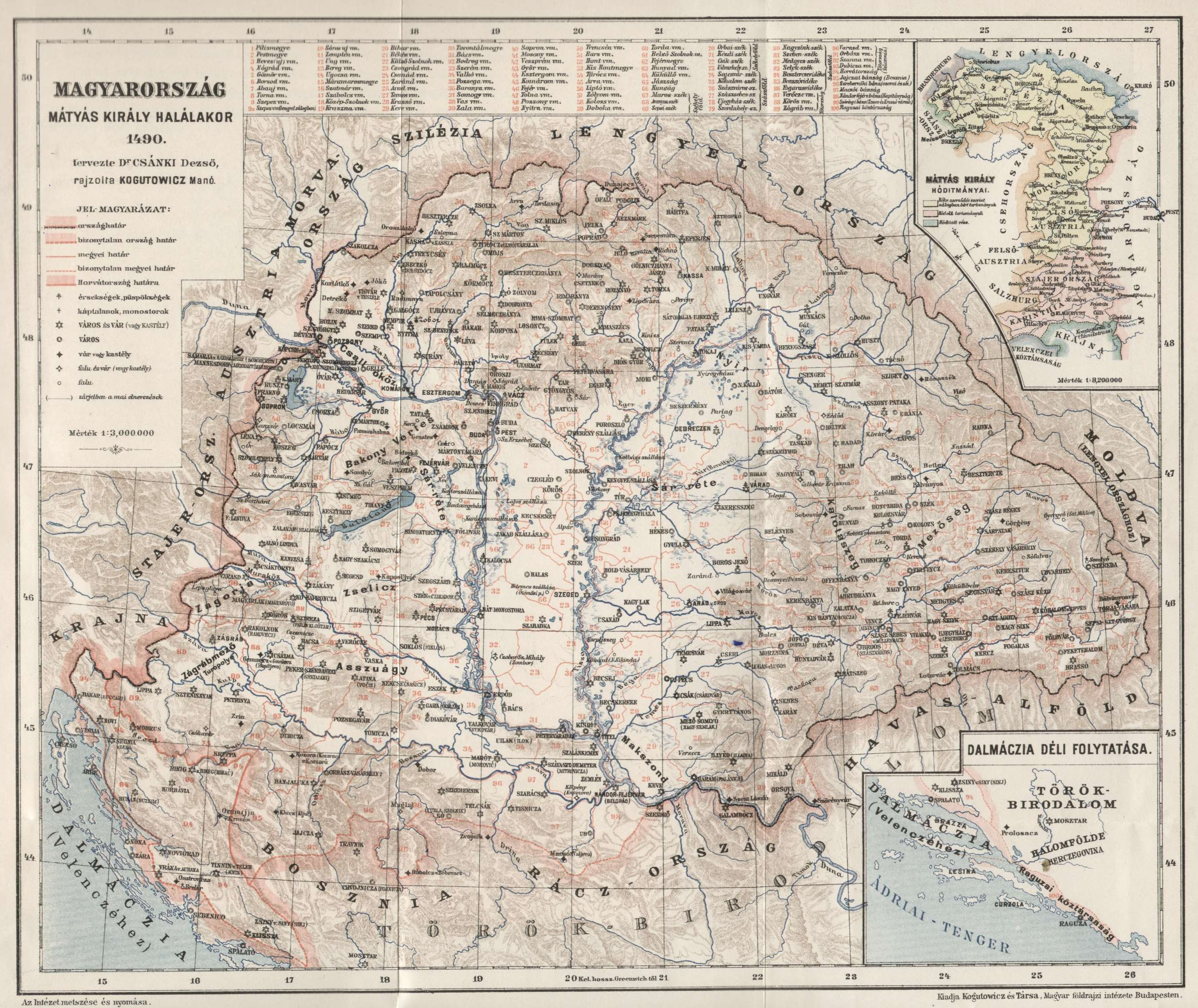
Csánki Dezső–Kogutowicz Manó: Magyarország Mátyás király halálakor